# Himantopus
Himantopus är ett fågelsläkte i familjen skärfläckor inom ordningen vadarfåglar. Arterna i släktet förekommer i större delar av världen utom längst i norr och söder. Artgränserna inom släktet är mycket omdiskuterade. Listan nedan med fyra arter, varav en akut hotad, följer AviList:
- Amerikansk styltlöpare (H. mexicanus)
- Styltlöpare (H. himantopus)
- Australisk styltlöpare (H. leucocephalus)
- Svart styltlöpare (H. novaezelandiae)